# Speleoglomeris doderoi
Speleoglomeris doderoi är en mångfotingart som beskrevs av Filippo Silvestri 1908. Speleoglomeris doderoi ingår i släktet Speleoglomeris och familjen klotdubbelfotingar. Inga underarter finns listade i Catalogue of Life.